# Corneille Jean François Heymans
Corneille Jean François Heymans (Gent, 28 marzo 1892 – Knokke-Heist, 18 luglio 1968) è stato un medico e farmacologo belga, vincitore del Premio Nobel per la medicina nel 1938.

## Biografia
Figlio di Jean-François Heymans, fondatore dell'Istituto di farmacodinamica presso l'Università di Gand in Belgio, incentrò i suoi studi sul metabolismo respiratorio e dell'apparato circolatorio, conquistando per queste ricerche il Premio Nobel per la medicina nel 1938.

## Opere
- Il seno carotideo e le altre zone vasosensibili riflessogene (1929)
- Il seno carotideo e la zona omologa cardioaortica (1933)
- La sensibilità riflessogena dei vasi agli eccitanti chimici (1934)

## Riconoscimenti
- A lui è stato dedicato il cratere lunare Heymans.